# Priero
Priero (piemontesisch Prié) ist eine Gemeinde in der italienischen Provinz Cuneo (CN), Region Piemont.

## Lage und Einwohner
Priero liegt 60 km östlich von der Provinzhauptstadt Cuneo direkt an der Autostrada A6. Das Gemeindegebiet umfasst eine Fläche von 20 km² und hat 501 Einwohner (Stand 31. Dezember 2023). Zur Gemeinde zählt auch das Dorf Campetto.
Die Nachbargemeinden sind Castelnuovo di Ceva, Ceva, Montezemolo, Murialdo (SV), Perlo und Sale delle Langhe.

## Geschichte

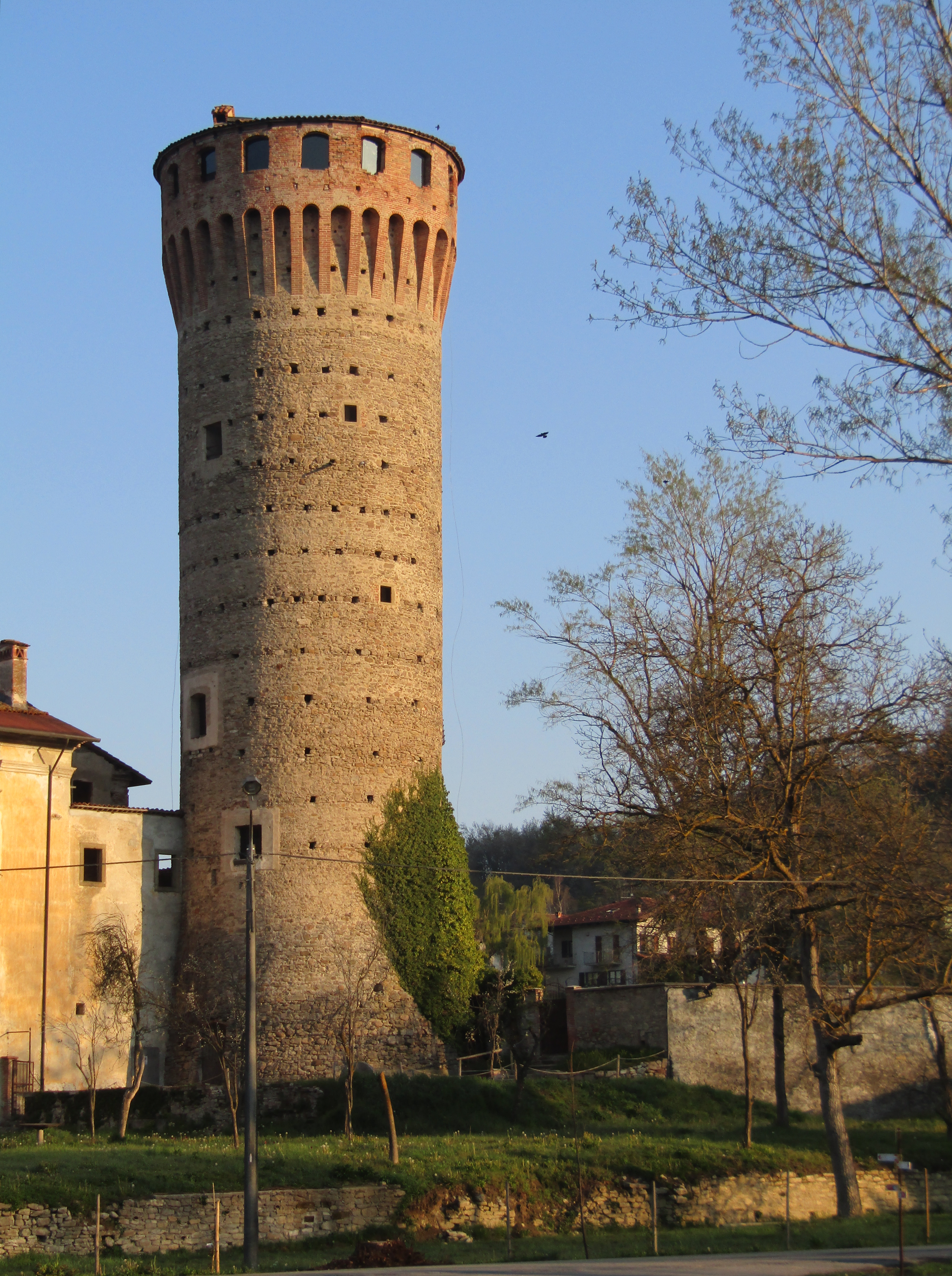
Torre Maestro

Der Ortsname erscheint in der mittelalterlichen Urkunde von 1142 mit „Prierius“, auch in den folgenden Jahrhunderten wurde dieser Name häufig verwendet. Über die frühe Geschichte des Dorfes und seine Ursprünge liegen nur wenige historische Informationen vor. Bekannt ist lediglich, dass seine Gründung auf das 13. Jahrhundert zurückgeht, als ein Feudalherr der Gegend seine Rechte an Georg II., den Zwerg, Marquis, abtrat von Ceva.
Charakteristisch für die Struktur des mittelalterlichen Dorfes ist die barocke Siedlung der Pfarrkirche Sant’Antonio Abate (1712–1722), die nach einem Entwurf des Architekten Francesco Gallo erbaut wurde. In der Antike war das Dorf von Mauern umgeben, die durch sieben Türme befestigt waren. Drei davon, die mit einer Zugbrücke ausgestattet waren, wurden abgerissen, um Platz für die Provinzstraße zu machen. Der einzige erhaltene und gut erhaltene Turm mit Pechzähnen und Zinnen erreicht eine Höhe von 36 Metern. Daneben steht ein Palast aus dem 18. Jahrhundert, im nördlichen Teil sind noch die Ruinen der alten Burg zu sehen.

## Sehenswürdigkeiten
- Die Ruinen der Burg
- Die alte Pfarrkirche Santa Maria, Heimat des „Castium et Villa Prierii“, vermutlich aus dem 10. Jahrhundert.
- Das Heiligtum der Heiligen Jungfrau der Heiligkeit im Renaissancestil liegt 200 Meter vom Stadtzentrum entfernt und wurde von den Einwohnern von Priere nach einem Gelübde zur Zeit der Pest, die das Piemont von 1605 bis 1634 verwüstete, erbaut.
- Die Kapelle des Dorfes Campetto, die San Giuliano gewidmet ist und in deren Sakristei Fresken aus dem 15. Jahrhundert aufbewahrt werden.
- Die Kapelle San Pietro an der Grenze zu Castelnuovo Ceva, in deren Nähe noch die Überreste der napoleonischen Schützengräben zu sehen sind.